# Tetracme contorta
Tetracme contorta är en korsblommig växtart som beskrevs av Pierre Edmond Boissier. Tetracme contorta ingår i släktet Tetracme och familjen korsblommiga växter. Inga underarter finns listade i Catalogue of Life.